# Genki Muro
Genki Muro (Prefettura di Miyagi, 31 luglio 1989) è un doppiatore giapponese.

## Doppiaggio

### Serie televisive anime
- Hayabusa Hideki in Inazuma Eleven Go (2011)
- Taro in Log Horizon (2013)
- Alan Necker in Code Geass: Akito the Exiled (2013)
- Rachins in Re:Zero - Starting Life in Another World (2016)
- Magna Swing e Baro in Black Clover (2017)
- Nakazawa Touichirou in  Fastest Finger First (2017)
- Matsunaga in Kono oto tomare! (2019)
- Dom in Beastars (2019)

### Altri
- Jaime Cepero in Smash
- Judah Lewis in La babysitter
- Zedd in Best.Worst.Weekend.Ever.
- Juicy J in Curioso come George
- Orville in Dottoressa Peluche